# MESSENGER
La MESSENGER va ser una sonda espacial no tripulada de tipus Discovery de la NASA amb l'objectiu d'estudiar el planeta Mercuri. Fou llançada el 3 d'agost de 2004 i va entrar en òrbita de Mercuri el 18 de març de 2011, per iniciar un període d'observacions orbitals fins al 2015. En el seu trajecte la sonda ha sobrevolat la Terra l'1 d'agost de 2005, Venus (el 24 d'octubre de 2006 i el 6 de juny de 2007 i un primer cop, de tres previstos, Mercuri (14 de gener de 2008) abans de la seva inserció orbital.
El nom MESSENGER és en realitat l'acrònim de MErcury Surface, Space Environment, GEochemistry and Ranging («Superfície, entorn espacial, geoquímica i sondeig de Mercuri») i s'escollí perquè també significa 'missatger' en anglès, atès que el déu Mercuri és el missatger dels déus en la mitologia romana.
Aquesta Sonda és la primera a posar-se en orbita de Mercuri, car fins ara només ha estat visitada per la Mariner 10, que va realitzar tres sobrevols als anys 1974 i 1975.
La missió va finalitzar a les 19:26 UTC del 30 d'abril de 2015, quan, després de consumir la totalitat del combustible, la sonda va estavellar-se contra la superfície del planeta.

## El seu trajecte

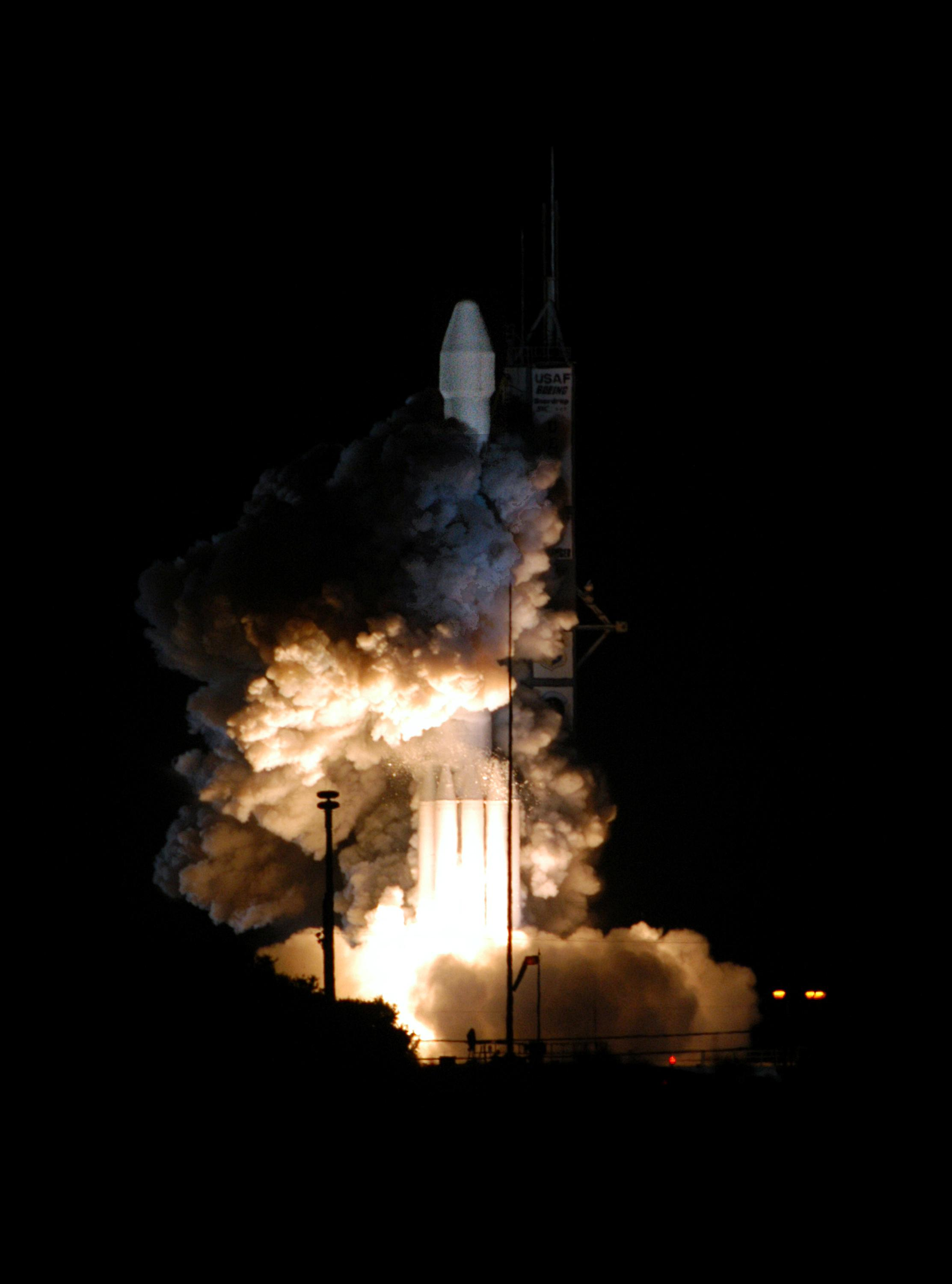
Llançament de MESSENGER

La sonda Espacial va ser llançada utilitzant el coet Delta II el 3 d'agost de 2004. Una hora després la sonda es va separar amb èxit del propulsor i va iniciar la seva llarga travesa fins Mercuri.
Per l'alta velocitat de Mercuri, respecte a la Terra, i que s'hagi de fer una inserció orbital de la nau, sense recórrer al aerofrenat, car no hi ha atmosfera, s'utilitza la tècnica dels impulsos gravitacionals de diferents planetes, amb el que s'estalvia energia, però fa més llarg el temps de viatge.
La sonda va fer una passada per la Terra el 2 d'agost de 2005, amb una aproximació màxima de 2,347 km sobre Mongolia. Aquesta sonda ha fet dos aproximacions a Venus, la primera el 24 d'octubre de 2006 a una altitud de 2,992 km, i la segona el 5 de juny de 2007 a tan sols 338 km. Mercuri va ser visitat el 14 de gener de 2008 i el 6 d'octubre de 2008.
MESSENGER realitzà un sobrevol més d'apropament sobre Mercuri el 29 de setembre de 2009 per reduir gradualment la seva velocitat, i va efectuar la seva inserció orbital el 18 de març de 2011. Llavors, la nau en orbita té una missió inicialment prevista d'un any de duració.
En els seus apropaments de MESSENGER a la Terra i la Lluna va utilitzar el seu espectròmetre per l'atmosfera i superfície per observar la lluna i va realitzar algunes anàlisis de la magnetosfera de la Terra.

Trajectòria del MESSENGER

## Plans d'observació
La missió té una durada d'un any terrestre. Es recol·lectarà la informació en Imatge global estèreo d'una resolució de 250 m/píxel.
La missió té com a fita crear un mapa global del planeta, un model 3-D de la magnetosfera, i elements volàtils presents als cràters.

## Sistemes i instruments
Aquesta sonda va ser construïda per la Universitat Johns Hopkins, amb el seu laboratori de Física Aplicada. Les seves mesures són 1,27 m, 1,42 m, i 1,85 m, disposa de 2 panells solars. Està equipada amb un magnetòmetre de 3,6 m que s'estén de la sonda. La masa total de la sonda és de 1.093 kg, dels que 607.8 kg són de combustible i heli.

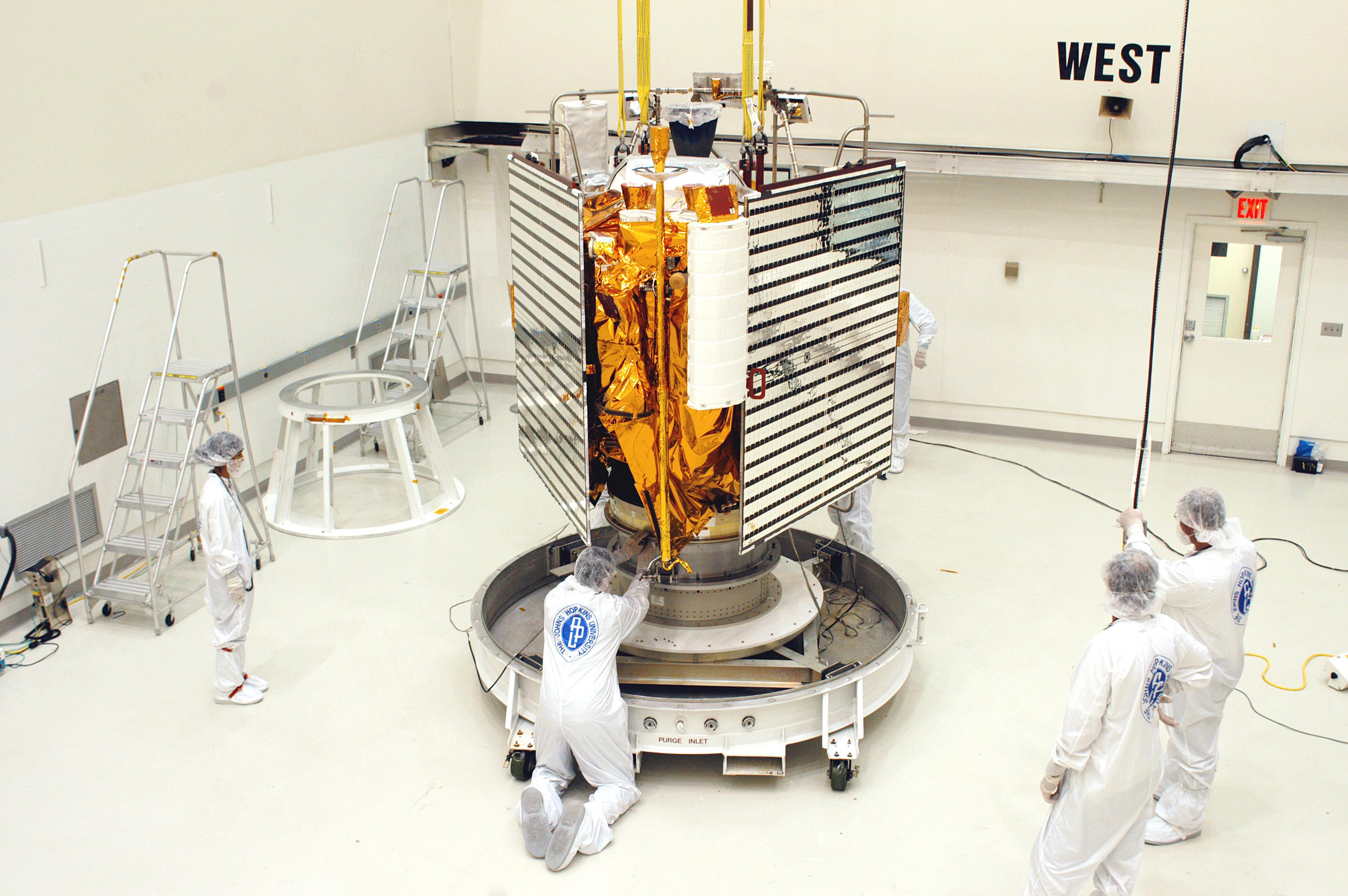
Muntatge de la sonda MESSENGER

Compta amb 4 propulsors de 22 N, i 10 monopropulsors de 4 N per control d'altitud. Els seus panells solars són rotatoris per controlar la temperatura i la generació d'energia, i així produeix 450 W. L'energia produïda és emmagatzemada a les seves bateries de níquel.
Per comunicar-se amb la base utilitza la Banda X mitjançant 2 antenes fixes i 1 antena de baixa recepció al revers de la sonda. Compta amb radiadors per reduir l'escalfament per raigs infrarroigs.
Els 5 instruments cientifícs instal·lats al seu cos principal de la nau són:
- Sistema de Doble Imatge de Mercuri (MDIS)
- Espectròmetre de Raigs Gamma i de Neutrons (GRNS)
- Espectròmetre de Raig X
- Altímetre Làser (MLA)
- Espectròmetre per la Superfície i Atmosféric (MASCS)

Un altre instrument important és l'espectròmetre per a partícules energètiques i de plasma.

## El sobrevol del 14 de gener de 2008
El 14 de gener de 2008 la sonda realitzà el primer de tres sobrevols al planeta. Passà a 200 km de la superfície i va fer fins a 1.200 fotografies així com d'altres observacions científiques. Les fotografies, aproximadament un 20% de la superfície del planeta que no varen ser observades per la 'Mariner 10', mostren una superfície rugosa i plena de cràters, conseqüència dels intensos bombardeigs de meteorits que ha patit el planeta.
El 3 de juliol del mateix any aportà dades que podrien indicar la presència d'aigua, fet imprevist.